# Bad Rabbit
Bad Rabbit (рус. «Плохой кролик») — вирус-шифровальщик, разработанный для ОС семейства Windows и обнаруженный 24 октября 2017 года. По предположениям аналитиков, программа имеет сходство отдельных фрагментов с вирусом NotPetya.
По оценке Symantec вирус имеет низкий уровень угрозы. 25 октября серверы, обеспечивавшие начальное заражение Bad Rabbit, были остановлены.

## История
24 октября 2017 года, вирус шифровальщик атаковал ряд российских СМИ, включая ИА «Интерфакс» и интернет-газету «Фонтанка», а также киевское метро и аэропорт Одесса, требуя за разблокировку одного компьютера 0,05 биткойнов (около 16 тысяч рублей) в течение 48 часов. Также, в меньшей степени, атаке подверглись Турция и Германия. Восстановление работы сайта и компьютеров «Интерфакса» заняло более суток. Тогда же, в вирусе были найдены отсылки к фэнтази-саге «Игра престолов», а именно имена трех драконов — Дрогона, Рейгаля и Визериона.

## Метод атаки
Для первоначальной установки Вирус не использует каких-либо эксплойтов или уязвимостей: инсталлятор вируса, маскирующийся под установку обновления для Adobe Flash Player, должен быть скачан и запущен вручную пользователем, он запрашивает подтверждение повышения полномочий посредством UAC Windows.
После установки приложение регистрируется в штатном механизме планирования заданий и начинает самостоятельное распространение по локальной сети через удаленные подключения SMB и WMIC при помощи перехвата токенов и паролей утилитой Mimikatz и перебора паролей NTLM на удаленных узлах Windows для ряда распространенных имен пользователей. По данным Cisco Talos, компонент распространения вируса дополнительно использует технологии и коды АНБ «EternalRomance», которые ранее были опубликованы группой Shadowbrokers (ошибка в кодах SMB, исправлена Microsoft в марте 2017).
Приложение производит шифрование файлов по алгоритмам AES-128-CBC и RSA-2048.
В нарушение лицензии GPLv3 приложение Bad Rabbit пользуется кодами и драйвером из проекта DiskCryptor, но при этом не публикует изменённых исходных кодов и не запрашивает у пользователя согласия на использование лицензии GPLv3.